# Praguerie

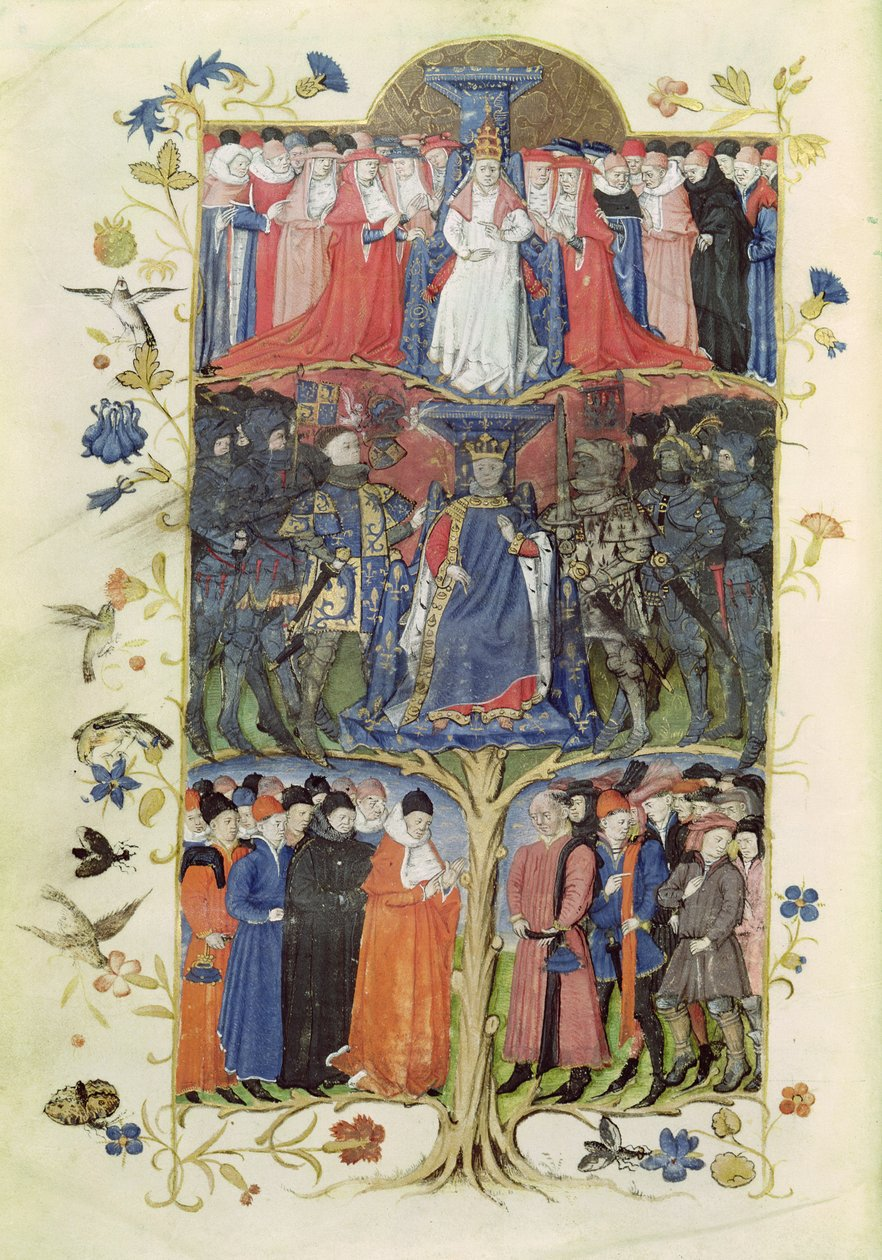
Les trois ordres dans L'arbre des batailles de Honorat Bovet. Au centre de la miniature, le roi Charles VII (roi de France) entouré du dauphin Louis et du connétable Arthur de Richemont. Paris, BnF, Bibliothèque de l'Arsenal, ms. 2695, XVe siècle.

La Praguerie est une guerre menée contre le roi de France par les grands féodaux du royaume entre mi-février et mi-juillet 1440. Les princes rebelles sont les ducs de Bourbon, de Bretagne, le dauphin Louis et les grands seigneurs d'Alençon et de Vendôme.
Elle procède d'une révolte armée des princes de France contre les réformes militaires du roi Charles VII. Le dauphin, futur Louis XI, fait partie des révoltés. Cette révolte est d’une grande importance dans l’histoire du règne de Charles VII, car elle survient juste au moment où celui-ci établit enfin son autorité. Elle marque un passage très clair entre une France médiévale et une France moderne.

## Origine du nom
Les contemporains ont donné le nom de « Praguerie » à cette révolte, en référence aux guerres civiles de la Bohême hussite, à Prague, avec lesquelles la révolte de ces princes français a beaucoup de points communs. Ces guerres se sont déroulées en 1419, peu de temps avant la Praguerie, et ont duré plus d’une dizaine d’années,,.

## La révolte

### Les déclencheurs de la révolte
Les signes précurseurs de la Praguerie sont constatés en 1437. En effet, cette année-là, Jean II d’Alençon, Charles Ier de Bourbon et Jean IV d'Armagnac, des princes pourtant très fidèles jusque-là, montent un complot contre deux conseillers du roi, Charles du Maine et le connétable Arthur de Richemont. Ils ne sont pas satisfaits de la réconciliation franco-bourguignonne, qu'ils jugent contraire à leurs intérêts. Il n’y aura pas de suite à ce complot, car il sera découvert avant même d’avoir pu être mis en place.
Le 2 novembre 1439, aux États généraux réunis depuis octobre à Orléans, le roi Charles VII ordonne une réforme de l’armée, à la suite de la plainte des États généraux par rapport aux Écorcheurs et à leurs actions.
Il met en place un système d’armée permanente qui engagerait ces Écorcheurs à plein temps contre les Anglais. Pour ce faire, il instaure un système de taille perpétuelle. Cependant, les princes, et tout particulièrement Bourbon, se mettent en travers de l’ordonnance du roi. En effet, ceux-ci ont souvent recours aux compagnies d’Écorcheurs et ne sont pas d'avis que le roi soit le seul à la base du recrutement de l’armée. Dunois et La Trémoille se rallient tous deux à l’opposition pour des raisons personnelles.

### Le déroulement de la révolte
C’est en février 1440, lorsque le dauphin Louis voit qu’une éventuelle régence est possible et que son avènement pourrait arriver plus tôt que prévu, que le soulèvement se produit. Le Poitou sera le lieu principal de la révolte. Les buts principaux des opposants seront de mettre le roi sous tutelle, chasser Richemont et placer le dauphin au pouvoir. La réaction du roi est immédiate et il poursuit ses opposants. Ceux-ci essayent de se réfugier en Bourbonnais et Auvergne. La noblesse locale clame qu’elle a déjà un roi et les villes de Basse-Auvergne, que l'on nommera désormais les treize bonnes villes d'Auvergne, ne soutiennent pas leur duc pendant la révolte. Celle-ci se termine en juillet par la signature du traité de Cusset.

### Les répercussions de la révolte
Le roi a réagi avec beaucoup de sévérité envers la noblesse. En effet, beaucoup de gens d’armes furent décapités ou noyés pour avoir suivi les princes. Même le bâtard de Bourbon fut cousu dans un sac et ensuite noyé. Malgré sa sévérité, le roi a su faire preuve d'une certaine clémence. Il accorda des pensions aux princes en colère et ne tint pas rigueur à son fils Louis de son infidélité.
Cependant, sa clémence ne suffit pas à apaiser les esprits princiers car dès 1441, Bourbon et Alençon, avec Charles d’Orléans, ainsi que le duc de Bourgogne, recommencèrent à comploter. À compter des années 1440-1445, il est reproché au souverain de mener continuellement une vie sensuelle et dissipée.
Une nouvelle tentative de Praguerie se présente en 1442. Cette fois-ci, le roi est immédiatement mis au courant et s'invite à la réunion des révoltés afin d’étouffer leur tentative dans l’œuf. Il propose aux princes de répondre à leurs demandes de façon modérée. Les princes, vexés, acceptent et ne bougent plus. C’est après cet événement que l’on voit apparaître les « mignons du roi », qui sont en réalité de jeunes conseillers qui prendront place dans les conseils royaux, tels le seigneur normand André de Villequier et le Poitevin Guillaume Gouffier, seigneur d'Oiron. Lors de sa conspiration, le dauphin Louis aurait parlé de la sorte des hommes de confiance partageant l'intimité domestique de son père : « Et au regart de ses mignons, nous les contenterons bien », s'il faut en croire Antoine de Chabannes, comte de Dammartin, interrogé par le chancelier de France Guillaume Jouvenel des Ursins en 1446.